# 전차상륙함

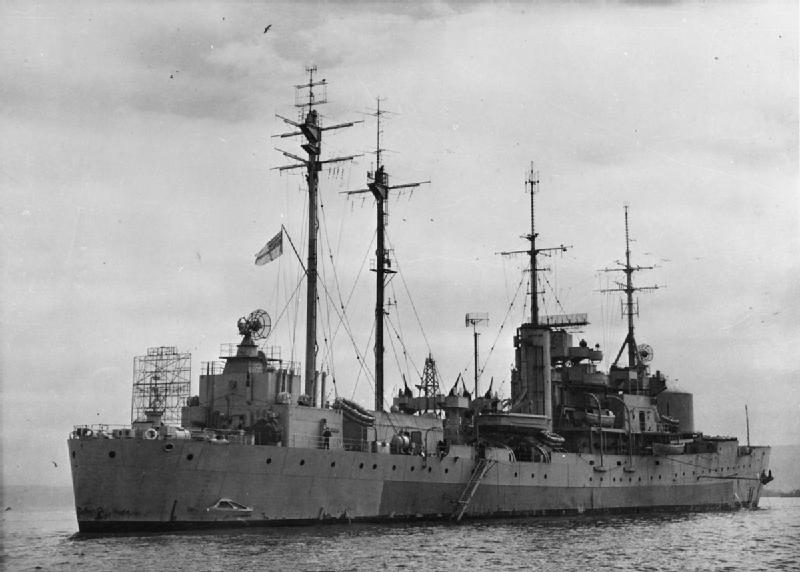

전차상륙함(戰車上陸艦, 영어: Landing Ship, Tank (LST)), 혹은 전차양륙함은 전차와 보병 등을 해안에 상륙시키는 상륙함이다.

## 역사
제2차 세계 대전중에 처음으로 개발되었고 현재 대한민국에서도 운봉급 전차상륙함을 운용한바있으며 또한 고준봉급 전차상륙함을 운용하고 있다. 미국에서도 다수의 전차상륙함을 운용하고 있고, 일본도 오스미급 수송함(공식적으로는 LST)을 운용중이다.

## 같이 보기
- 상륙함
- 상륙정
- 고준봉급 전차상륙함
- 강습상륙함